# Симьонов, Тома
То́ма Симьонов (рум. Toma Simionov; 30 октября 1955, Караорман) — румынский гребец, двукратный олимпийский чемпион. Заслуженный мастер спорта Румынии.
Младший брат другого румынского гребца, серебряного призёра Олимпиады 1976 года Георге Симьонова.

## Карьера
На Олимпийских играх 1980 года Тома вместе с Иваном Пацайкиным выиграл золотую медаль в гребле на каноэ-двойках на 1000 метров. На следующей Олимпиаде Пацайкин и Симьонов завоевали серебро и золото на дистанциях 500 и 1000 метров.
Трёхкратный чемпион мира.